# Alles wieder offen
Alles Wieder Offen è il decimo album del gruppo musicale tedesco Einstürzende Neubauten, pubblicato nel 2007 dalla Potomak Records.
Dell'album è stata pubblicata anche una "Supporter Edition", con una versione extended e un DVD inclusi, venduta esclusivamente ai partecipanti del "Einstürzende Neubauten's Phase III Supporter Project"

## Tracce
1. Die Wellen – 3:47
2. Nagorny Karabach – 4:25
3. Weil weil weil – 4:57
4. Ich hatte ein Wort – 4:19
5. Von Wegen – 5:36
6. Let's Do it a Dada – 5:52
7. Alles wieder offen – 4:14
8. Unvollständigkeit – 9:01
9. Susej – 4:47
10. Ich warte – 6:07

Tracce Supporter Edition
1. Die Wellen – 3:48
2. Nagorny Karabach – 4:25
3. Weil weil weil – 4:57
4. Ich hatte ein Wort – 4:20
5. Von Wegen – 5:38
6. Let's Do it a Dada – 5:54
7. Wenn dann – 3:11
8. Alles wieder offen – 4:14
9. Unvollständigkeit – 9:05
10. Venuskolonie – 8:35
11. Blue Ice – 1:52
12. Birth Lunch Death – 3:23
13. Susej – 4:49
14. Ich warte – 6:09

## Formazione
- Blixa Bargeld - voce, chitarra
- N.U. Unruh - percussioni, voce
- F.M. Einheit - percussioni, voce
- Mark Chung – basso, voce
- Alexander Hacke – chitarra, voce